# Rugby Gold Cup Championship
Le Rugby Gold Cup Championship est une compétition annuelle de rugby à XV mettant aux prises 4 équipes représentatives de Red River et de Midwest.

## Histoire
Lancée à l'initiative de Red River et de Midwest à l'automne 2015, la Rugby Gold Cup est un tournoi parrainé par USA Rugby pour offrir une compétition d'élite de haut niveau aux clubs de rugby des États-Unis. 
Les clubs se qualifient chaque année en fonction de leurs résultats de la saison précédente et le vainqueur est déterminé à partir d'une série de matchs entre toutes les équipes participantes. 
En 2015-2016, les Austin Blacks, le Dallas Rugby, les Kansas City Blues et le Metropolis Rugby se sont tous qualifiés pour la compétition. Le champion inaugural était les Austin Blacks, également finalistes de la Men's D1 Club Championship 2016.
En 2016-2017, les Chicago Griffins ont remplacé les Kansas City Blues en vertu de leur 2ème place dans le Midwest. A ce titre, les clubs en concurrence en 2016-2017 sont les Austin Blacks, les Chicago Griffins, le Dallas Rugby et le Metropolis Rugby.

## Liste des équipes en compétition
La compétition oppose pour la saison 2018 les quatre équipes suivantes :
| Club | Fondé | Stade | Ville |
| ---- | ----- | ----- | ----- |
| -    | -     | -     | -     |
| -    | -     | -     | -     |
| -    | -     | -     | -     |
| -    | -     | -     | -     |

## Palmarès
| Saison | Vainqueur     | Score       | Finaliste              |
| ------ | ------------- | ----------- | ---------------------- |
| 2016   | Austin Blacks | Round-robin | Dallas Rugby           |
| 2017   | Dallas Rugby  | Round-robin | Metropolis Minneapolis |

## Saison 2016

### Classement
| Rang | Club                   | J | V | N | D | Bo | Bd | Pm  | Pe  | Diff | Pts |
| ---- | ---------------------- | - | - | - | - | -- | -- | --- | --- | ---- | --- |
| 1    | Austin Blacks          | 6 | 5 | 0 | 1 | 5  | 1  | 184 | 129 | +55  | 26  |
| 2    | Dallas Rugby           | 6 | 4 | 0 | 2 | 3  | 2  | 156 | 146 | +10  | 21  |
| 3    | Kansas City Blues      | 6 | 2 | 0 | 4 | 2  | 1  | 121 | 165 | -44  | 11  |
| 4    | Metropolis Minneapolis | 6 | 1 | 0 | 5 | 3  | 3  | 137 | 158 | -21  | 10  |

|  | Vainqueur (no 1). |

Attribution des points : victoire sur tapis vert : 5, victoire : 4, match nul : 2, défaite : 0, forfait : -2 ; plus les bonus (offensif : 4 essais marqués ; défensif : défaite par 7 points d'écart maximum).

## Saison 2017

### Classement
| Rang | Club                   | J | V | N | D | Bo | Bd | Pm  | Pe  | Diff | Pts |
| ---- | ---------------------- | - | - | - | - | -- | -- | --- | --- | ---- | --- |
| 1    | Dallas Rugby           | 6 | 4 | 1 | 1 | 4  | 0  | 212 | 165 | +47  | 22  |
| 2    | Metropolis Minneapolis | 6 | 3 | 1 | 2 | 5  | 0  | 179 | 162 | +17  | 19  |
| 3    | Austin Blacks          | 6 | 3 | 0 | 3 | 5  | 1  | 221 | 172 | +49  | 18  |
| 4    | Chicago Griffins       | 6 | 1 | 0 | 5 | 1  | 1  | 113 | 226 | -113 | 6   |

|  | Vainqueur (no 1). |

Attribution des points : victoire sur tapis vert : 5, victoire : 4, match nul : 2, défaite : 0, forfait : -2 ; plus les bonus (offensif : 4 essais marqués ; défensif : défaite par 7 points d'écart maximum).